# Paul Smith (calciatore 1977)
Paul Smith (Chester, 6 dicembre 1977) è un ex calciatore inglese, di ruolo portiere.

## Carriera
Ha giocato nella massima serie gallese con le maglie di Rhyl, The New Saints, Connahs Quay Nomads e Bangor City. Con quest'ultima squadra ha giocato anche 2 partite in ambito europeo nella stagione 2008-2009, altrettante nella stagione successiva e 4 nella stagione 2010-2011.